# Erovnuli Liga 2018
L'Erovnuli Liga 2018 è stata la trentesima edizione della massima serie del campionato georgiano di calcio. La stagione è iniziata il 2 marzo e si è conclusa l'8 dicembre 2018. Il Saburtalo Tbilisi ha vinto il campionato per la prima volta nella sua storia con tre giornate di anticipo.

## Stagione

### Novità
Dalla Erovnuli Liga 2017 sono stati retrocessi in Erovnuli Liga 2 il Dinamo Batumi (dopo aver perso lo spareggio promozione/retrocessione) e lo Shukura, mentre dalla Erovnuli Liga 2 sono stati promossi il Rustavi e il Sioni Bolnisi (vincitore dello spareggio promozione/retrocessione).

### Formula
Le 10 squadre partecipanti si affrontano in un girone all'italiana con doppie partite di andata e ritorno, per un totale di 36 giornate. Al termine, la squadra prima classificata è dichiarata campione di Georgia ed ammessa ai preliminari della UEFA Champions League 2019-2020. La seconda e la terza classificata vengono ammesse al primo turno preliminare della UEFA Europa League 2019-2020. Se la squadra vincitrice della coppa nazionale, ammessa al primo turno preliminare della UEFA Europa League 2019-2020, si classifica al secondo o terzo posto, l'accesso al primo turno di Europa League va a scalare. L'ultima classificata viene retrocessa in Erovnuli Liga 2, mentre l'ottava e la nona classificate disputano uno spareggio promozione/retrocessione contro la seconda e la terza classificate in Erovnuli Liga 2 per due posti in massima serie.

## Squadre partecipanti
| Club                 | Città     | Stadio                             | Stagione 2017               |
| -------------------- | --------- | ---------------------------------- | --------------------------- |
| Chik. Sachkhere      | Sachkhere | Stadio Davit Abashidze (Zestaponi) | 5º posto in Erovnuli Liga   |
| Dila Gori            | Gori      | Stadio Tengiz Burjanadze           | 7º posto in Erovnuli Liga   |
| Dinamo Tbilisi       | Tbilisi   | Stadio Boris Paichadze             | 2º posto in Erovnuli Liga   |
| K'olkheti-1913 Poti  | Poti      | Chele Arena (Kobuleti)             | 9º posto in Erovnuli Liga   |
| Lok’omot’ivi Tbilisi | Tbilisi   | Stadio Mikheil Meskhi              | 6º posto in Erovnuli Liga   |
| Rustavi              | Rustavi   | Stadio Poladi                      | 1º posto in Erovnuli Liga 2 |
| Saburtalo Tbilisi    | Tbilisi   | Stadio Mikheil Meskhi              | 4º posto in Erovnuli Liga   |
| Samt'redia           | Samtredia | Stadio Erosi Manjgaladze           | 3º posto in Erovnuli Liga   |
| Sioni Bolnisi        | Bolnisi   | Stadio Tamaz Stepania              | 3º posto in Erovnuli Liga 2 |
| T'orp'edo Kutaisi    | Kutaisi   | Stadio Givi Kiladze                | Campione di Georgia         |

## Classifica finale
Fonte:sito ufficiale
|  | Pos. | Squadra                  | Pt | G  | V  | N  | P  | GF | GS | DR  |
|  | ---- | ------------------------ | -- | -- | -- | -- | -- | -- | -- | --- |
|  | 1.   | Saburtalo Tbilisi        | 79 | 36 | 24 | 7  | 5  | 64 | 29 | +35 |
|  | 2.   | Dinamo Tbilisi           | 69 | 36 | 21 | 6  | 9  | 73 | 38 | +35 |
|  | 3.   | T'orp'edo Kutaisi        | 69 | 36 | 20 | 9  | 7  | 66 | 25 | +41 |
|  | 4.   | Chik. Sachkhere          | 64 | 36 | 19 | 7  | 10 | 54 | 33 | +21 |
|  | 5.   | Dila Gori                | 63 | 36 | 17 | 12 | 7  | 60 | 40 | +20 |
|  | 6.   | Lok’omot’ivi Tbilisi     | 44 | 36 | 12 | 8  | 15 | 43 | 55 | -12 |
|  | 7.   | Rustavi                  | 37 | 36 | 8  | 13 | 15 | 33 | 44 | -11 |
|  | 8.   | Sioni Bolnisi            | 31 | 36 | 8  | 7  | 21 | 39 | 65 | -26 |
|  | 9.   | Samt'redia               | 21 | 36 | 4  | 9  | 23 | 28 | 81 | -53 |
|  | 10.  | K'olkheti-1913 Poti (-6) | 14 | 36 | 4  | 8  | 24 | 26 | 76 | -20 |

Legenda:
      Campione di Georgia e ammessa alla UEFA Champions League 2019-2020
      Ammesse alla UEFA Europa League 2019-2020
 Ammessa allo spareggio promozione/retrocessione
      Retrocesse in Erovnuli Liga 2 2019
Note:
Tre punti a vittoria, uno a pareggio, zero a sconfitta.
Il K'olkheti-1913 Poti sconta 6 punti di penalizzazione.
La classifica viene stilata secondo i seguenti criteri:
- Punti conquistati
- Punti conquistati negli scontri diretti
- Differenza reti negli scontri diretti
- Reti realizzate negli scontri diretti
- Reti realizzate in trasferta negli scontri diretti (solo tra due squadre)
- Differenza reti generale
- Reti totali realizzate

## Risultati

### Partite (1-18)
|                     | Chi  | Dil  | DiT  | Kol  | Lok  | Rus  | Sab  | Sam  | Sio  | Tor  |
| ------------------- | ---- | ---- | ---- | ---- | ---- | ---- | ---- | ---- | ---- | ---- |
| Chikhura Sachkhere  | –––– | 0-3  | 1-2  | 6-1  | 1-3  | 1-0  | 2-1  | 0-0  | 4-0  | 1-0  |
| Dila Gori           | 1-1  | –––– | 1-1  | 2-0  | 3-2  | 2-2  | 4-1  | 3-0  | 3-2  | 1-1  |
| Dinamo Tbilisi      | 1-0  | 5-0  | –––– | 4-1  | 0-1  | 1-2  | 0-1  | 3-1  | 2-1  | 2-0  |
| K'olkheti-1913 Poti | 2-2  | 0-3  | 3-6  | –––– | 3-1  | 0-0  | 1-4  | 2-2  | 2-0  | 1-1  |
| Lokomotivi Tbilisi  | 1-1  | 1-3  | 1-4  | 2-1  | –––– | 1-1  | 1-1  | 1-2  | 1-2  | 1-0  |
| Rustavi             | 0-4  | 2-2  | 0-2  | 2-0  | 1-0  | –––– | 0-2  | 2-1  | 2-2  | 0-1  |
| Saburtalo Tbilisi   | 1-0  | 2-0  | 1-0  | 5-0  | 1-2  | 2-1  | –––– | 1-0  | 3-1  | 2-0  |
| Samt'redia          | 0-1  | 0-0  | 1-2  | 0-2  | 1-1  | 0-0  | 1-3  | –––– | 0-1  | 1-4  |
| Sioni Bolnisi       | 0-2  | 2-2  | 1-2  | 0-0  | 1-0  | 0-2  | 0-2  | 1-1  | –––– | 1-2  |
| Torpedo Kutaisi     | 0-1  | 2-3  | 1-1  | 3-0  | 4-0  | 2-1  | 1-2  | 1-0  | 3-0  | –––– |

### Partite (19-36)
|                     | Chi  | Dil  | DiT  | Kol  | Lok  | Rus  | Sab  | Sam  | Sio  | Tor  |
| ------------------- | ---- | ---- | ---- | ---- | ---- | ---- | ---- | ---- | ---- | ---- |
| Chikhura Sachkhere  | –––– | 2-1  | 1-2  | 3-1  | 0-0  | 0-0  | 0-1  | 2-0  | 2-1  | 0-2  |
| Dila Gori           | 1-3  | –––– | 1-0  | 1-0  | 4-0  | 2-0  | 0-0  | 3-0  | 0-0  | 0-0  |
| Dinamo Tbilisi      | 1-4  | 1-2  | –––– | 2-1  | 0-0  | 2-1  | 2-1  | 0-0  | 5-2  | 0-1  |
| K'olkheti-1913 Poti | 0-1  | 0-2  | 0-2  | –––– | 1-0  | 0-1  | 1-3  | 0-1  | 1-1  | 0-0  |
| Lokomotivi Tbilisi  | 3-2  | 2-1  | 2-4  | 5-1  | –––– | 1-0  | 1-1  | 3-2  | 1-0  | 0-1  |
| Rustavi             | 1-2  | 0-0  | 0-3  | 0-0  | 1-1  | –––– | 0-2  | 3-0  | 0-3  | 0-0  |
| Saburtalo Tbilisi   | 0-0  | 0-0  | 2-1  | 4-1  | 2-1  | 2-1  | –––– | 1-1  | 3-0  | 0-3  |
| Samt'redia          | 1-2  | 3-5  | 1-8  | 1-0  | 1-0  | 1-1  | 1-4  | –––– | 0-4  | 0-8  |
| Sioni Bolnisi       | 1-2  | 3-1  | 0-0  | 2-0  | 1-2  | 0-4  | 2-3  | 4-2  | –––– | 0-3  |
| Torpedo Kutaisi     | 1-0  | 2-0  | 2-2  | 4-0  | 3-1  | 2-2  | 0-0  | 5-2  | 3-0  | –––– |

## Spareggi salvezza
Agli spareggi salvezza vengono ammesse le squadre classificatesi all'ottavo e al nono posto in Erovnuli Liga, Sioni Bolnisi e Samt'redia, e le squadre classificatesi al secondo e al terzo posto in Erovnuli Liga 2, WIT Georgia e Gagra.
|               | Risultati |               | Luogo e data               |
| ------------- | --------- | ------------- | -------------------------- |
| Gagra         | 0 - 1     | Sioni Bolnisi | Gori, 12 dicembre 2018     |
| Sioni Bolnisi | 3 - 0     | Gagra         | Bolnisi, 15 dicembre 2018  |
|               |           |               |                            |
| Samt'redia    | 2 - 2     | WIT Georgia   | Kutaisi, 12 dicembre 2018  |
| WIT Georgia   | 4 - 0     | Samt'redia    | Mtskheta, 15 dicembre 2018 |
|               |           |               |                            |

## Statistiche

### Classifica marcatori
| Gol |  |  | Giocatore                 | Squadra              |
| --- |  |  | ------------------------- | -------------------- |
| 22  |  |  | Giorgi Gabedava           | Chik. Sachkhere      |
| 22  |  |  | Budu Zivzivadze           | Dinamo Tbilisi       |
| 21  |  |  | Mykola Kovtaljuk          | Dila Gori            |
| 14  |  |  | Tornike Kapanadze         | T'orp'edo Kutaisi    |
| 14  |  |  | Leandro Ribeiro           | Dila Gori            |
| 11  |  |  | Mamia Gavashelishvili     | Lok’omot’ivi Tbilisi |
| 11  |  |  | Vagner Gonçalves Nogueira | Saburtalo Tbilisi    |
| 11  |  |  | Otar Kiteishvili          | Dinamo Tbilisi       |
| 10  |  |  | Giorgi Kokhreidze         | Saburtalo Tbilisi    |
| 10  |  |  | Levan Kutalia             | T'orp'edo Kutaisi    |
| 10  |  |  | Ak'ak'i Shulaia           | Dinamo Tbilisi       |
| 8   |  |  | Irakli Bughridze          | Chik. Sachkhere      |
| 8   |  |  | Davit Volkovi             | Saburtalo Tbilisi    |
| 7   |  |  | Giorgi Diasamidze         | Saburtalo Tbilisi    |
| 7   |  |  | Grigol Dolidze            | T'orp'edo Kutaisi    |
| 7   |  |  | Giorgi Kimadze            | T'orp'edo Kutaisi    |
| 7   |  |  | Illja Michal'ov           | K'olkheti-1913 Poti  |
| 7   |  |  | Teimuraz Shonia           | Lok’omot’ivi Tbilisi |